# Hydrangea davidii
Hydrangea davidii es una especie de arbusto perteneciente a la familia Hydrangeaceae. Es originaria de China.

## Descripción
Son arbustos que alcanzan 1-3 metros de altura. El primer año tiene las ramillas de color marrón a rojo oscuro -marrón, densamente pubescente cuando jóvenes, glabrescentes. El segundo año las ramillas son de color marrón amarillento, con la corteza pelada. Las hojas con pecíolo de 1-1.5 cm de longitud, ligeramente pubescentes a pilosas; la lámina foliar abaxialmente amarilla- verde y amarilla -marrón adaxialmente cuando está seca, oblongas a estrechamente elípticas, de 7-15 cm × 2-4.5 cm, papiráceas, el ápice caudado- acuminado. Las inflorescencias se producen en cimas corimbosas de 7-10 cm de ancho. El fruto es una cápsula subglobosa con  2.5-3.5 mm de diámetro. Las semillas son obovoides de color marrón.

## Distribución y hábitat
Se encuentra en los bosques mixtos de laderas de las montañas o en los valles, a una altitud de 1400-2400 metros en el centro y sur de Guizhou, Sichuan y Yunnan en China.

## Taxonomía
Hydrangea davidii fue descrita formalmente por Adrien René Franchet en el año 1885 y publicado en Nouvelles archives du muséum d'histoire naturelle, sér. 2, 8: 227.
Etimología
Hydrangea: nombre genérico que deriva de las palabras griegas:  (ὕδωρ hydra) que significa "agua" y  ἄγγος (gea) que significa "florero"  o "vasos de agua" en referencia a la característica forma de sus cápsulas en forma de copa.
davidii: epíteto
Sinonimia
- Hydrangea arbostiana H.Lév.
- Hydrangea davidii var. arbostiana (H. Lév.) H. Lév.
- Hydrangea yunnanensis Rehder[1]